# Aniséiconie
 Mise en garde médicale
L'aniséiconie (du grec isos [iso], « égal » et eikôn, « image ») (souvent épelé aneisokonie) est une affection neuro-ophtalmologique dans laquelle une différence de taille des images peut être ressentie comme anormale. 

## Historique
Les troubles de perception binoculaire de la taille des images sont rapportés au cours des siècles. 
Le terme « aniseikonia » est introduit par Otto Barkan, KC Brandenburg en 1935 et Lancaster en 1938.

## Causes
La cause principale d'aniséïconie réside dans l'anisométropie, potentiellement liée à un trouble de la réfraction.
La taille rétinienne de l'image peut être affectée de plusieurs façons outre les effets de la taille et position de l'objet sur la lumière captée. Les lentilles de contact modifient ces caractéristiques et sont communément utilisées pour corriger les défauts visuels. 